# ميركو أندريتش
ميركو أندريتش (1 يونيو 1974 في صربيا - ) هو لاعب كرة قدم صربي في مركز الدفاع. لعب مع رادنيتشكي نيش وملادوست لوتشاني وFK Srem ‏ وFK Budućnost Banatski Dvor ‏ ونادي سميديريفو ‏ ونادي لوزنيكا ‏ وFK Alfa Modriča ‏.

## وصلات خارجية
- ميركو أندريتش على موقع قاعدة بيانات كرة القدم.إي يو (الإنجليزية)
- ميركو أندريتش على موقع عالم كرة القدم.نت (الإنجليزية)